# Széchenyi utca (Debrecen)
A Széchenyi utca Debrecen egyik legforgalmasabb és legrégibb utcája, a Belvárosban található. Eredetileg Német utcának nevezték a városban portékáikat ezen az utcán árusító német kereskedőkről. Az utca a Kossuth utcával együtt a Belvároson áthaladó kelet-nyugati irányú gépjármű-forgalmat bonyolítja.

## Látnivalók
Széchenyi utca, Piac utca sarok, a Podmaniczky-ház
Az 1820-as években épült szép klasszicizáló épület. Az aránylag keskeny telekre épült ház főbejárata a Széchenyi utca felől nyílik. Y alakú lépcsőházában szép íves elrendezésű lépcsősor emelkedik. A tükörboltozatos kocsibejáraton megrakott szekerek jártak, hiszen a házat gazdálkodó építette. Homlokzatán 19 ablak néz a Széchenyi, öt a Piac utcára. Emeleti fogadótermében ülésezett 1849-ben a Magyar Országgyűlés Főrendiháza, a később vértanúhalált szenvedett báró Perényi Zsigmond elnökletével. Augusztus 3-án pedig a cári csapatok tábornoka, Paszkevics tábornok szállt meg falai között.
Széchenyi utca 4, Régiposta étterem
Az 1690-es években épült patríciusház a debreceni népi építészet egyik legszebb megmaradt típusa, amint azt árkádos, boltozott folyosója az elé ugró bejárati portikus mutatja. A kalmárháznak emelt épületben a nagyméretű boltozott pincén túl az eredeti alaprajzi elrendezés a többszöri átalakítások során eltűnt.
A ház legnevesebb vendége, mint azt a ház falán elhelyezett emléktábla is megörökíti, XII. Károly svéd király volt. A vesztes poltavai csata után Törökországba menekült XII. Károly 5 év múlva, 1714 őszén indult onnan hazafelé. Mint Voltaire írja, a török lassú, kényelmes utazást készített elő számára, de Erdély határára érve XII. Károly elbocsátotta török kíséretét, embereit, katonáit összegyűjtötte, s meghagyta, hogy ki-ki igyekezzen eljutni mielőbb Stralsund városába, ahol találkozni fognak. Fekete parókát öltött, aranyszegélyű kalapot, szürke ruhát, kék köpenyt és felvette egy német tiszt, Peter Frisk nevét, így indult rejtve az útnak. A valóság ennél prózaibb, de legalább olyan kalandos, mint Voltaire-nél. Mintegy másfélezer svéd katona kíséretében indult útnak Pitesti térségéből, akik azt az 5 évet a moldvai Bender erődjében töltötték. A lassú haladás miatt ő maga két kísérővel von Düring és von Rosen nevű tiszteivel a gyorsabb haladás reményével elszakadt kísérőitől, hogy 14 nap alatt megtegye Stralsundig a mintegy 2500 km hosszú utat. Bécsig postakocsival utaztak, onnan lóháton. Postaállomásokon szálltak meg, így állítólag 1714. november 13-án Debrecenben. Azok a források, feljegyzések, melyek szerint XII. Károly Diószegi postamester (egyidőben polgármester) házában ékes latin társalgással, borozgatva töltötte estéjét a város szenátorai és kollégiumi professzorok társaságában - mint Ballagi Aladár bemutatta - későbbi keletűek. Valószínűleg nem állt meg a városban.